# Àhmad Sanjar
Àhmad Sanjar (persa: احمد سَنجَر, Ahmad-e Sanjar; turc: Ahmed Sancar), també conegut com a Sultà Sanjar (Sanjar és una paraula turca que vol dir "el qui penetra" o "el qui enfonsa"), fou un sultà seljúcida de Transoxiana i del Gran Khorasan. Va néixer el novembre de 1084 (o de 1086), fill de Màlik-Xah I i una concubina. A la mort del seu germanastre Muhàmmad Tapar el 1118, va esdevenir sultà mentre que el seu nebot Mahmud II ibn Muhàmmad ibn Màlik-Xah, fill de Muhàmmad Tapar, regnava sobre l'Iraq. Va morir el 8 de maig de 1157 després de la conquesta del seu regne pel xa de Coràsmia Il-Arslan.

## Biografia
Després de la mort de Malik Shah I el 1092, l'imperi seljúcida va caure en l'anarquia. Barkyaruq, el seu fill gran, va haver de lluitar contra la revolta de tots els seus. El seu oncle, Tútuix I, que ocupava Damasc i Alep, li va disputar Pèrsia. Fou derrotat i mort prop de Rayy (26 de febrer de 1095). La resta del regnat de Barkyaruq es desenvolupà lluitant contra els seus germans. Les possessions seljúcides es dividiren definitivament en tres estats: El soldanat de Pèrsia, de Barkyaruq i els seus germans; els regnes d'Alep i de Damasc, dels fills de Tútuix I; i el Soldanat de Rum de Kilidj Arslan I, fill de Sulayman I ibn Kutalmish
El 1096/1097, Barkyaruq va atribuir al seu oncle Muizz al-Din Ahmad Sanjar el govern del Khorasan amb residència principal a Merv. Ahmad Sanjar era encara jove, segurament entre 10 i 12 anys i hi fou enviat després de la revolta avortada i la mort d'Arslan Arghun ibn Alp Arslan, i només era un governador que va portar el títol de malik (segons les monedes). El febrer/març 1105, Barkyaruq va morir. El seu fill Malik Shah II fou el successor designat, però en realitat el seu germanastre Muhammad Tapar va prendre el poder.
Va tenir com a visir a Shams al-Wuzara Kutb al-Din Yusuf. Una de les primeres expedicions de Sandjar fou contra la província de Ghur. Sandjar tenia autoritat feudal sobre els karakhànides (autoritat establerta per Malik Shah I) però va haver d'intervenir alguna vegada; el 1102 va aturar a Tirmidh la invasió d'un pretendent karakhànida i va posar al tron de Samarcanda a Arslan Khan Muhammad II. El 1104 Sandjar va enviar una expedició contra els ismaïlites a Tabas. A la mort de Masud III ibn Ibrahim, sultà gaznèvida, el 1115, el va succeir breument el seu segon fill Adud al-Dawla Shersad ben Masud (1115-1116) que només va regnar un any i fou enderrocat pel seu germà Malik Arslan Shah, que el va fer matar i es va coronar a Gazni el 22 de febrer de 1116; va fer matar o cegar també a tots els seus germans i l'únic que se'n va escapar fou el seu germanastre Bahram Shah, fill de Masud i d'una altra esposa, que es trobava a Zamindawar en aquell moment; aquest príncep va decidir lluitar contra Arslan Shah i es va revoltar a Tiginabad (de localització desconeguda, però segurament propera a Kandahar), però fou derrotat i va fugir cap al Sistan i Kirman. Arslan Shah va consolidar la seva autoritat; Bahram Shah (o Bahramshah) va anar a Merv a la cort de Sandjar on fou ben rebut; inicialment Sandjar no volia intervenir, ja que Arslan Shah era fill d'una germana seva, però finalment va canviar de parer i va decidir donar suport a Bahram. La força seljúcida es va reunir a Bust a les forces de l'emir saffàrida de Sistan Tadj al-Din Abu l-Fadl Nasr ibn Khalaf i els dos exèrcits reunits van derrotar a Malik Arslan Shah encara que de manera no decisiva; finalment la batalla decisiva es va lliurar (1117) a la plana de Shahrabad Gazna, on tot i la utilització d'elefants pels gaznèvides, foren derrotats. Sandjar va entrar a Gazni i va posar a Bahram Shah al tron com a tributari, annexionant els territoris orientals dels gaznèvides (l'est de l'Afganistan); Malik Arslan Shah va fugir cap als seus dominis a l'Índia on va reunir un exèrcit amb l'ajut del governador Muhammad ibn Ali de la família dels Bu Halim Shaybani, i quan les tropes de Sandjar van sortir de Gazna, va retornar a la seva capital de la qual Bahram Shah va fugir sense intentar cap mena de resistència. Sandjar va enviar una nova expedició per restaurar a Bahramshah i al cap d'un mes les forces seljúcides tornaven a ser a Gazni on Arslan Shah fou fet presoner i fou executat el setembre/octubre del 1118
La mort de Muhammed Tapar el 18 d'abril de 1118 va dividir de nou els seljúcides. El seu successor a l'Iraq fou el seu fill Mahmud II ibn Muhàmmad ibn Màlik-Xah.

### El regnat
Mu'izz al-Din Ahmad Sanjar governava el Khorasan i la Transoxiana des de feia més de vint anys i no pensava ser el vassall del seu nebot Mahmud al que no va reconèixer com a sultà suprem (al-Sultan al-Muazzam). Va marxar cap a l'Iraq i infligí una derrota sagnant al seu nebot a la batalla de Saveh en 1119. Sandjar va marxar aleshores a Bagdad i Mahmud es va veure obligat a tractar amb el seu oncle. Va enviar al seu visir per negociar; després d'un primer acord, es va entrevistar ell mateix amb Sandjar i va obtenir continuar sent sultà de l'Iraq amb la condició que el nom del seu oncle fos pronunciat abans del seu durant a la khutba, sent reconegut com a Sultan al-Muazzam, i era designat hereu del seu oncle. El califa abbàssida al-Mustarshid va concedir a Ahmed Sanjar el títol de "Comanador dels creients". Les províncies de Mazanderan i Kumis, i la vila de Rayy, foren llavors cedides a Sandjar que era reconegut com a shina (governador militar) de Bagdad. El 1126 el seu visir Muin al-Din Mukhtass al-Mulk feia la guerra al Kuhistan contra els ismaïlites.
El 1128, Ala al-Din Atsiz va succeir al seu pare Kutb al-Din Muhammad com a xa de Coràsmia. Encara que vassall de Sanjar, Atsiz ambiciona una certa autonomia. El 1129/1130, Sanjar travessa el Jihun (Amudarià) per reprimir al kan governador de Samarcanda que es negava a pagar el tribut. Després d'un setge vigorós la ciutat es va rendir. Sanjar el va destituir de les seves funcions, li va perdonar la vida i el va reemplaçar per un dels seus esclaus. El xa governador, però aconseguí poc després recuperar el favor de Sanjar que el va restablir en les seves funcions anteriors (fins que el 1132 va posar al tron a Mahmud, el tercer fill d'Arslan Khan Muhammad i de Terken Khatun, germana de Sandjar). El 1131 va morir Mahmud II ibn Muhàmmad ibn Màlik-Xah i els seus germans Masud, Toghril II i Saldjuk van disputar la successió al jove fill del difunt, Dawud I o Daud I ibn Mahmud i el van derrotar, però no es van posar d'acord en quin dels tres seria sultà i van sotmetre la qüestió a Sandjar que va designar a Toghrul II ibn Muhàmmad ibn Màlik-Xah, el qual va aconseguir de fet el poder (1131–1134); Sandjar va derrotar a Masud ibn Muhammad (Masud ibn Muhàmmad) el 1132 a Dinawar; però la mort de Toghril va donar pas al seu germà Masud (1134–1152).
El 1133, Ahmad Sanjar i Atsiz van fer una campanya conjunta a Transoxiana. Atsiz infligí una severa derrota als cumans o quiptxaqs. i prengueren la fortalesa de Jand.

### Rivalitat amb el xa de Coràsmia, Atsiz
Cap a 1135, les relacions entre Atsiz i Ahmad Sanjar es deterioraren durant una campanya contra el gaznèvida Bahram Shah que protegit per Sandjar havia regnat sense quasi incidències fins al 1135, però que en aquest any havia intentat alliberar-se de la tutela del sultà. Atsiz va entrar a l'Afganistan i va ocupar Gazni. Bahram Shah va fugir. Tornà poc després d'haver jurat fidelitat a Ahmad Sanjar que el va restablir al seu tron de Balkh. Ahmad Sanjar va retreure a Atsiz d'haver fet matar fidels musulmans.
El 1138, Atsiz es va revoltar obertament contra Ahmad Sanjar. Ocupà una gran part de la regió que voreja l'Amudarià per travar els moviments de l'exèrcit d'Ahmad Sanjar. Això no va impedir a aquest últim guanyar algunes batalles en particular la presa de les fortaleses d'Hazarasp. Sanjar va executar al fill d'Atsiz i va ocupar Coràsmia. Intentà instal·lar al seu nebot Sulayman Shah ibn Muhàmmad, amb un visir i un atabeg. Aquesta administració directa pels seljúcides no va tenir el suport del corasmis. Tan bon punt Sanjar va abandonar Merv, Atsiz va tornar del seu refugi al Gurgan, el poble es va revoltar i va expulsar a Sulayman Shah. Després del 1140 Sandjar va arribar a un acord de pau amb els ismaïlites.
El 1141, el prestigi d'Ahmad Sanjar continuava malgrat tot sent important. Atsiz jutjà prudent fer-li submissió. Llavors els karlucs es van revoltar contra el karakhànida Mahmud Khan de Samarcanda i van cridar en ajut als kara-kitai (els antics Kitan o Liao dels xinesos); Mahmud va demanar ajut al seu sobirà Sandjar. La cort coràsmia va sol·licitar a Sanjar de marxar en campanya contra els Kara-kitais: la seva glòria en sortiria augmentada i el país es trobaria protegit. Però Sanjar va patir una derrota seriosa contra els Kara-kitai, a l'estepa de Qatwan a Ushrusana, i els invasors penetraren a Coràsmia. Tretze mil homes del sultà van morir en la batalla i el seu campament fou capturat; el seu equipament, l'harem i la seva primera esposa Tarkhan Khatun foren també capturats. Aquesta derrota va demostrar al poble que Sanjar no era invencible contràriament al que es creia fins aleshores. Quan Sanjar i Mahmud Khan es va retirar de Transoxiana davant els Kara-kitai es van dirigir al Khorasan, a Termez i Balkh, i Atsiz (que s'havia declarat vassall dels kara-kitai) i els invasors el van seguir i van prendre Sarakhs i Merv. La primavera següent Atsiz va ocupar Nixapur; la khutba fou pronunciada en el seu nom durant diversos mesos. Rashid al-Din Vatvat, poeta a la cort d'Atsiz, va escriure que els seljúcides estaven en el declivi mentre que els xas de Coràsmia augmentaven la seva potència.
Des de 1142, l'autoritat dels seljúcides al Khorasan fou restablerta. Sanjar va assetjar a Atsiz a Urgendj i el va obligar a tornar el botí fet a Merv i a Nixapur (1143/1144). Atsiz va seguir, no obstant això, mostrant-se rebel. Hauria considerat recórrer als assassins nizarites per matar el sultà i per executar un dels seus ambaixadors. Sanjar es va assabentar del complot per un espia que havia col·locat a la cort d'Atsiz. La invasió delss kara-kitai i dels corasmis va provocar la fugida dels nòmades turcmans dels Khorasan que vivien de les pastures del país a Gurgan i Dihistan, en gran part descendents de les tribus oghuz que foren el principi del poder seljúcida. A més havien patit una forta pressió fiscal a causa de les guerres de Sandjar des de 1135.
El 1147, una vegada de més Sanjar va entrar a Coràsmia i va prendre Hazarasp. i Urgendj. El 1148, Sanjar acceptà la submissió feta a contracor, d'Atsiz que s'havia de preocupar per la seva frontera amb els Karakhànides.
El 1152, Sanjar va obtenir una victòria decisiva contra el gúrida Ala al-Din Husayn que havia penetrat al Khorasan amb la intenció de conquerir el territori. Sanjar va guanyar la batalla i va fer presoner a Ala al-Din Husayn. Aquest últim fou reenviat al seu territori i va esdevenir vassall de Sanjar.

### Sanjar i els oghuz
El 1153, la tribu turca dels oghuz a les regions de l'Oxus, Khuttal i Tukharistan, se'n van revoltar i van deixar de pagar a Sanjar el tribut anual de quaranta mil xais. Per obligar-los a pagar aquest tribut, Sanjar va marxar contra ells, però fou derrotat dues vegades i els oghuz van entrar a Merv i poc després fou capturat pels nòmades. Se'l va tractar en principi amb consideració, però després va rebre mals tractaments (va passar gana i fou sotmès a diverses privacions). Durant aquest període de captivitat els oghuz van devastar el Khorasan atacant les poblacions i exercint una gran violència especialment contra els administradors i els religiosos; altres elements antisocials, especialment els ayyars, es van unir a la devastació. En aquest temps fou la seva esposa Turkan Khatun qui va exercir el poder polític, però quan la inseguretat va créixer les tropes van oferir el tron a l'exkhan karakhànida Mahmud Khan, que era fill d'una germana de Sandjar, i que fou reconegut pel sultà de l'oest Muhàmmad II ibn Mahmud (1153-1154); de fet el poder efectiu va passar a diversos emirs com Muayyid al-Din Ay Aba a Nixapur, i Ikhtiyar al-Din Ay Tak a Rayy; poc després de la mort de la seva esposa el 1156, Sanjar va aconseguir evadir-se i arribar a Tirmidh i a Merv, la capital.
Durant la captivitat de Sanjar, Atsiz va continuar sent fidel als seldjúcides. El germà d'Atsiz va marxar sobre el Khorasan i va devastar l'oasi de Baihaq (Sabzevar). Es diu que la despoblació de la regió era encara perceptible catorze anys després. El karakhànida Mahmud Khan, que havia estat designat com a governant del Khorasan per la part de l'exèrcit de Sanjar que no s'havia unit als oghuz, va començar una negociació amb Atsiz sobre el repartiment de l'exèrcit del Khorasan. Atsiz i el seu fill Il-Arslan van abandonar el Khorasan on van deixar un fill del Khan dels Kara-kitai com a regent.
El 1156, Atsiz va rebre la notícia de l'evasió de Sanjar. Mahmud Khan i els emirs seldjúcides van lamentar llavors haver convidat a la seva terra l'ambiciós Atsiz. Però aquest no va fer cap provocació, i va felicitar Sanjar pel seu alliberament. El sultà es va reunir amb Mahmud Khan i va cridar en ajut als bawàndides i els gúrides per posar en guarda els caps oghuz en cas de nova rebel·lió.

### Fi del regnat
L'esposa de Sanjar, Tukan Khatun va morir el 1156 abans que Sanjar s'evadís. Atsiz va morir també el 1156 deixant al seu fill Il-Arslan com a hereu. Ahmad Sanjar va morir el 8 de maig de 1157 als 71 anys. Com que no tenia descendents mascles, Khorasan i Transoxiana van passar llavors sota el control de Mahmud Khan i dels xas de Coràsmia. El karakhànida Mahmud Khan fou de nou reconegut com a sultà legítim per l'exèrcit seljúcida, i va resistir fins a la seva mort el 1162 o 1164 quan el país va passar al xa de Coràsmia. Es coneixen almenys vuit visirs de Sandjar entre els quals Shihab al-Islam Abd al-Razzak (1117-1122), Muhammad ibn Sulayman Kashghari Yighan (o Toghan) Beg (1122-1124), Nizam al-Mulk Hasan (vers 1152).

## Família
Ahmad Sanjar va tenir dues filles, que foren totes dues esposes del seu germanastre Nasir al-Din Mahmud
El mausoleu de Sultà Sanjar a Merv ha estat objecte de restauracions sota la direcció de la UNESCO corregint restauracions precedents fetes al temps de la Unió Soviètica. És un dels rars monuments ben identificables de l'indret. És un cub de maons de costat superat d'una cúpula que s'aixeca aïllada enmig de la planura que va ser la ciutat de Merv.